# San Ponciano (título cardenalicio)
La Diaconía de San Ponciano (italiano: San Ponziano) es un título cardenalicio creado por el papa Benedicto XVI el 24 de noviembre de 2007. La iglesia en la que reside la diaconía se encuentra en el Municipio IV de Roma, en la vía Nicola Festa, 50.

## Titulares
- Urbano Navarrete (24 de noviembre de 2007[1] – 22 de noviembre de 2010)
- Santos Abril y Castelló (12 de febrero de 2012)